# Сегимер
Сегимер (также Сигимер, лат. Segimerus или Sigimerus, др.-греч. Σεγίμηρος) — вождь германского племени херусков. Брат Ингвиомера, отец Арминия и Флава, дед Италика и Тумелика.

## Биография
Изначально был союзником римлян, занимая их сторону в период борьбы императора Тиберия с германцами, в том числе гермундурами, квадами, лангобардами и семнонами, объединёнными вождём маркоманов Марободом. Его сыновья, Арминий и Флав, были военачальниками в римской армии.
Впоследствии поддержал восстание Арминия против римлян. По сообщению Диона Кассия, был вторым по рангу во время разгрома войск Публия Квинтилия Вара в Битве в Тевтобургском Лесу в 9 году н. э. Флав при этом сохранил верность Риму.
В отличие от своего брата Ингвиомера, не упомянут Тацитом среди участников кампаний Германика против Арминия.
Тацит пишет также о Сегимере — брате Сегеста, покорившемся в 15 году н. э. римлянам под начальством Германика. Страбон упоминает Сигимера — отца Сеситака.

## В искусстве
Персонаж исторического сериала «Варвары». В честь Сегимера назван один из второстепенных героев романа Жюля Верна «Пятьсот миллионов бегумы».